# Luigi Bongianino
Luigi Bongianino (Borgo d'Ale, 20 novembre 1919 – Tortona, 14 ottobre 2003) è stato un vescovo cattolico italiano.

## Biografia
Ordinato sacerdote il 19 settembre 1942. Ottenne la laurea in Diritto Canonico nella Pontificia Università Gregoriana nel 1962. Il 2 febbraio 1968 fu nominato vescovo titolare di Vulturia e amministratore apostolico di Alba.
Ricevette l'ordinazione episcopale il 24 marzo 1968, a Vercelli, per l'imposizione delle mani del cardinale Franjo Šeper.
Il 15 gennaio 1970 fu promosso alla sede vescovile di Alba.
Il 6 giugno 1975 fu trasferito alla sede vescovile di Tortona, quale 106º successore di San Marziano, protovescovo di Tortona; il 29 giugno 1975 fece solenne ingresso in diocesi.
Promosse un sinodo diocesano, indetto il 4 ottobre 1987 e concluso il 30 maggio 1993.
Durante il suo episcopato fu decorata con artistiche vetrate la cappella del palazzo vescovile di Tortona, nella quale ricevette l'ordinazione presbiterale San Luigi Orione.
Il 2 febbraio 1996, in accoglimento alla sua rinuncia all'ufficio pastorale per raggiunti limiti d'età, assunse, ipso iure, il titolo di vescovo emerito di Tortona.
È scomparso a 83 anni a Tortona il 14 ottobre 2003.
A lui fu dedicata la biblioteca civica di Borgo d'Ale, ricavata da una chiesetta a fianco della parrocchiale.

## Genealogia episcopale
La genealogia episcopale è:
- Cardinale Scipione Rebiba
- Cardinale Giulio Antonio Santori
- Cardinale Girolamo Bernerio, O.P.
- Arcivescovo Galeazzo Sanvitale
- Cardinale Ludovico Ludovisi
- Cardinale Luigi Caetani
- Cardinale Ulderico Carpegna
- Cardinale Paluzzo Paluzzi Altieri degli Albertoni
- Papa Benedetto XIII
- Papa Benedetto XIV
- Papa Clemente XIII
- Cardinale Bernardino Giraud
- Cardinale Alessandro Mattei
- Cardinale Pietro Francesco Galleffi
- Cardinale Giacomo Filippo Fransoni
- Cardinale Carlo Sacconi
- Cardinale Edward Henry Howard
- Cardinale Mariano Rampolla del Tindaro
- Cardinale Rafael Merry del Val
- Arcivescovo Anton Bauer
- Arcivescovo Josip Antun Ujčić
- Cardinale Franjo Šeper
- Vescovo Luigi Bongianino